# Petre Drăgoescu (Drăgoicescu)
Petre Drăgoescu (Drăgoicescu) (n. 2 februarie 1887, Giurgiu, Vlașca, România – d. 1974, București, România) a fost un demnitar comunist, deputat în Marea Adunare Națională în sesiunile din perioada 1948 - 1969.
Petre Drăgoescu s-a născut la Giurgiu pe 2 februarie 1887 și a studiat la Facultatea de litere și Filozofie precum și la Facultatea de Istorie din cadrul Universității din București. În februarie 1948, Petre Drăgoescu a devenit membru de partid și a deținut funcția de secretar al Uniunii Sindicatelor prefesorilor secundari și universitari. 

## Distincții
Petre Drăgoescu a fost decorat cu următoarele distincții: 
- Ordinul „Coroana României“ în grad de Ofițer;
- Ordinul „Meritul Cultural“ în grad de Cavaler, clasa I (1946);
- Ordinul „Steaua Republicii Populare Române“ clasa I (1957);
- Ordinul „23 August” clasa a III-a (12 august 1959) „pentru merite deosebite în opera de construire a socialismului”[2]
- Medalia „40 de ani de la înființarea Partidului Comunist din Romînia” (6 mai 1961) „pentru merite în activitatea de partid și întărirea regimului democrat-popular”[3]
- „Ordinul Muncii“ clasa a III-a, clasa I (1962);
- Medalia „A XX-a aniversare de la eliberarea Patriei“(1964);
- Ordinul „Meritul Cultural“ clasa I (1967).